# マヌエル・ヒメネス・アバロ
マヌエル・エンリケ・ヒメネス・アバロ（Manuel Enrique Jiménez Abalo、1956年10月27日 - ）は、スペイン・ガリシア州ビラガルシーア・デ・アロウサ出身の元同国代表サッカー選手。ポジションはDF。

## 経歴
スポルティング・デ・ヒホンに12年間在籍し、プリメーラ・ディビシオンで420試合に出場した後、1992年にレアル・ブルゴスCFで現役を引退した。
また、1981年11月18日のポーランド代表との親善試合にてスペイン代表デビューを果たした。